# London Critics’ Circle Film Award/Bester britischer Nebendarsteller
Von 1998 bis 2011 wurde bei den London Critics’ Circle Film Awards der Beste britische Nebendarsteller geehrt. Seit 2012 wird die Kategorie ohne Nationalitätsbezug vergeben.
Bisher war nur Michael Caine zweimal erfolgreich.

## Preisträger
Anmerkung: Die Preisverleihung bezieht sich immer auf Filme des vergangenen Jahres, Preisträger von 2007 wurden also für ihre Leistungen von 2006 ausgezeichnet.
| Jahr | Preisträger        | Film                                                                                 |
| ---- | ------------------ | ------------------------------------------------------------------------------------ |
| 1998 | Rupert Everett     | Die Hochzeit meines besten Freundes (My Best Friend's Wedding)                       |
| 1999 | Nigel Hawthorne    | Liebe in jeder Beziehung (The Object of My Affection)                                |
| 2000 | Michael Caine      | Little Voice                                                                         |
| 2001 | Albert Finney      | Erin Brockovich                                                                      |
| 2002 | Paul Bettany       | Ritter aus Leidenschaft (A Knight’s Tale)                                            |
| 2003 | Kenneth Branagh    | Harry Potter und die Kammer des Schreckens (Harry Potter and the Chamber of Secrets) |
| 2004 | Bill Nighy         | Tatsächlich… Liebe (Love Actually)                                                   |
| 2005 | Philip Davis       | Vera Drake                                                                           |
| 2006 | Tom Hollander      | Stolz und Vorurteil (Pride and Prejudice)                                            |
| 2007 | Michael Caine      | Prestige – Die Meister der Magie (The Prestige)                                      |
| 2008 | Tom Wilkinson      | Michael Clayton                                                                      |
| 2009 | Eddie Marsan       | Happy-Go-Lucky                                                                       |
| 2010 | Michael Fassbender | Fish Tank                                                                            |
| 2011 | Andrew Garfield    | The Social Network                                                                   |